# Uulu
Uulu (tyska: Uhla) är en by (estniska: küla) i landskapet Pärnumaa i sydvästra Estland. Den är administrativt centrum i Tahkuranna kommun och ligger 130 km söder om huvudstaden Tallinn. Byn ligger vid Riksväg 4 (Europaväg 67, Via Baltica), strax söder om det vägskäl där Riksväg 6 ansluter mot Valga. 
Ån Ura jõgi har sitt utflöde i Pärnuviken vid Uulu. Söder om Uulu ligger kommunens enda småköping (estniska: alevik), Võiste. Närmaste stad är Pärnu, 11 km norr om Uulu. 
I kyrkligt hänseende hör orten till Pärnu Elisabets församling inom den Estniska evangelisk-lutherska kyrkan.